# Žabie Javorové pleso
Žabie Javorové pleso je ledovcové jezero v Zadné Javorové dolině, která je závěrečnou částí Javorové doliny ve Vysokých Tatrách na Slovensku. Má rozlohu 1,1320 ha a je 197 m dlouhé a 80 m široké. Dosahuje maximální hloubky 15,3 m a objemu 60 453 m³. Leží v nadmořské výšce 1878,3 m.

## Okolí
Pleso bylo vždy postupně plněno osypy a od roku 1940 je částečně zasypané velkou kamennou lavinou, jež se zřítila z Javorového štítu. Na severu se zvedá Suchý hrebeň a na jihu stěny Javorového štítu v hlavním hřebeni Vysokých Tater. Ze západu na východ se pozvolna zvedá Zadná Javorová dolina.

## Vodní režim
Nemá povrchové přítoky, do plesa z východu pod povrchem přitéká potok Javorinka a odtéká na západ. Rozměry jezera v průběhu času zachycuje tabulka:
| Rok     | Měření prováděl   | Rozloha ha | Délka m | Šířka m | Hloubka max.m | Objem m³ |
| ------- | ----------------- | ---------- | ------- | ------- | ------------- | -------- |
| 1932    | Józef Szaflarski  | 0,83       | 180     | 69      | 16,0          | [ 2 ]    |
| 1961–67 | pracovníci TANAPu | 1,110      | 197     | 80      | 15,2          | [ 2 ]    |
| 2005    | Gregor, Pacl      | 1,1320     | [ 2 ]   | [ 2 ]   | 15,3          | 60 453   |

## Přístup
Pleso není přístupné pro veřejnost. Asi 100 m od něj prochází  zelená turistická značka vedoucí Javorovou dolinou.